# Callopistria elegantulus
Callopistria elegantulus är en fjärilsart som beskrevs av Herrich-Schäffer 1868. Callopistria elegantulus ingår i släktet Callopistria och familjen nattflyn. Inga underarter finns listade i Catalogue of Life.